# Порометрия капиллярного потока
Порометрия капиллярного потока (капиллярная потоковая порометрия, англ. Capillary Flow Porosimetry или CFP) — исследование структуры пористых материалов, а именно, определение размера сквозных пор газодинамическим методом, то есть вытеснение смачивающей жидкости из сквозных пор образца путём повышения давления потоком инертного газа.

## Описание
Давление (P), требуемое для выдавливания смачивающей жидкости из поры, определяется диаметром данной поры (D). Связь между этими величинами описывается уравнением Юнга-Лапласа:
P = 4 * γ / D,
где (γ) - поверхностное натяжение жидкости, контактирующей с газом. Диаметр, рассчитанный данным методом, соответствует самому узкому участку поры, представляющему наибольшее затруднение для прохождения вытесняемой жидкости.
Обычно метод CFP применяется для измерения давления в «точке пузырька», которое соответствует размеру наиболее крупной поры в мембране. Регистрация проскока пузырька газа через слой жидкости над образцом осуществляется либо визуально, либо с помощью датчика, по перепаду давления. Кроме того, метод позволяет получать информацию о минимальном и среднем размере пор, а также рассчитать полное распределение пор по размерам в образце.
При исследовании образцов с малой механической прочностью, чтобы избежать их разрушения при повышенных давлениях, подбирают жидкости с малым поверхностным натяжением (этиловый спирт, этиловый эфир, изобутиловый спирт, силиконовое масло, пентафторэфир) и хорошей смачиваемостью (cos θ = 1, где θ – это угол контакта между смачивающей жидкостью и материалом). Пентафторэфир наиболее предпочтителен, т.к. он имеет низкое поверхностное натяжение и низкое давление паров. Кроме того, он не вступает в химическое взаимодействие с материалом и не вызывает его набухание.

## Методы измерений в порометрии капиллярного потока

### Метод пошаговой стабилизации давления
Рекомендуется для научных исследований и разработок. Давление, необходимое для вытеснения жидкости из поры, поддерживается в течение определенного времени, а экспериментальная точка регистрируется, только если критерии стабилизации давления и скорости потока, заданные пользователем, будут достигнуты. В результате метод позволяет нивелировать структурные особенности пор с одинаковым эффективным диаметром, но с различной формой и длиной. Переход к следующей точке происходит только после того, как все поры одного размера будут освобождены от жидкости при текущем значении давления.

### Метод сканирующего давления
Подача газа происходит  в постоянном режиме, без промежуточной стабилизации, и экспериментальные точки регистрируются непрерывно. Такой подход позволяет получать быстрые и воспроизводимые результаты и может быть востребован при контроле качества продукции или при анализе образцов с идентичными порами.

## Применение
Изначально метод капиллярной потоковой порометрии применялся для исследования сквозной пористости фильтровальных материалов; в настоящее время его активно используют для изучения пористых мембран, нетканых материалов, а также полых волокон.